# باسکدو
باسکدو، روستایی از توابع بخش مرکزی شهرستان سردشت در استان آذربایجان غربی ایران است.

## جمعیت
این روستا در دهستان باسک کولسه قرار دارد و براساس سرشماری مرکز آمار ایران در سال ۱۳۸۵، جمعیت آن زیر سه خانوار بوده‌است.